# Ian Scheckter
 Ian Scheckter  va ser un pilot de curses automobilístiques sud-àfricà que va arribar a disputar curses de Fórmula 1.
Va néixer el 22 d'agost del 1947 a East London, Sud-àfrica. És germà del també pilot Jody Scheckter campió de la F1 a la temporada 1979.

## A la F1
Ian Scheckter va debutar a la tercera cursa de la temporada 1974 (la 25a temporada de la història) del campionat del món de la Fórmula 1, disputant el 30 de març del 1974 el Gran Premi d'e Sud-àfrica al circuit de Kyalami.
Va participar en vint curses puntuables pel campionat de la F1, disputades en quatre temporades consecutives (1974-1977) aconseguint un desè lloc com a millor classificació en una cursa i no assolí cap punt pel campionat del món de pilots.

## Resultats a la Fórmula 1
| Any  | Equip                       | Xassís   | Motor    | 1       | 2       | 3       | 4     | 5      | 6       | 7       | 8       | 9      | 10      | 11      | 12      | 13     | 14      | 15      | 16      | 17  | Posició | Punts |
| ---- | --------------------------- | -------- | -------- | ------- | ------- | ------- | ----- | ------ | ------- | ------- | ------- | ------ | ------- | ------- | ------- | ------ | ------- | ------- | ------- | --- | ------- | ----- |
| 1974 | Team Gunston                | Lotus    | Cosworth | ARG     | BRA     | SUD 13  | ESP   | BEL    | MON     | SUE     | HOL     | FRA    | GBR     | ALE     |         |        |         |         |         |     | -       | 0     |
| 1974 | Hesketh Racing              | Hesketh  | Cosworth |         |         |         |       |        |         |         |         |        |         |         | AUT NVQ | ITA    | CAN     | USA     |         |     | -       | 0     |
| 1975 | Lexington Racing            | Tyrrell  | Cosworth | ARG     | BRA     | SUD Ret | ESP   | MON    | BEL     |         |         |        |         |         |         |        |         |         |         |     | -       | 0     |
| 1975 | Frank Williams Racing Cars  | Williams | Cosworth |         |         |         |       |        |         | SUE Ret |         |        |         |         |         |        |         |         |         |     | -       | 0     |
| 1975 | Frank Williams Racing Cars  | Williams | Cosworth |         |         |         |       |        |         |         | HOL 12  | FRA    | GBR     | ALE     | AUT     | ITA    | USA     |         |         |     | -       | 0     |
| 1976 | Lexington Racing            | Tyrrell  | Cosworth | BRA     | SUD Ret | O.USA   | ESP   | BEL    | MON     | SUE     | FRA     | GBR    | ALE     | AUT     | HOL     | ITA    | CAN     | USA     | JPN     |     | -       | 0     |
| 1977 | Team Rothmans International | March    | Cosworth | ARG Ret | BRA Ret | SUD     | O.USA | ESP 11 | MON NVQ | BEL Ret | SUE Ret | FRA NC | GBR Ret | ALE Ret | AUT Ret |        |         |         |         |     | -       | 0     |
| 1977 | Team Rothmans International | March    | Cosworth |         |         |         |       |        |         |         |         |        |         |         |         | HOL 10 | ITA Ret | USA Ret | CAN Ret | JPN | -       | 0     |

### Resum
| Curses: | Victòries: | Pòdiums: | Poles: | Voltes ràpides: | Punts: |
| ------- | ---------- | -------- | ------ | --------------- | ------ |
| 20      | 0          | 0        | 0      | 0               | 0      |